# Dyrektywy preferencji
Dyrektywy preferencji lub dyrektywy wykładni II stopnia (inaczej zwane również metadyrektywami wykładni albo dyrektywami wykładni wyższego rzędu) odnoszą się do tego kiedy i w jaki sposób należy dokonywać wykładni prawa, w szczególności rozstrzygają to, która z wykładni: językowa, systemowa czy celowościowa ma mieć pierwszeństwo.  

## Reguły dyrektyw preferencji
- wykładnią wolno się posłużyć tylko wtedy, kiedy tekst prawny budzi jakieś wątpliwości (tzw. zasada clara non sunt interpretanda lub reguła acte clair)
- należy zaprzestać dalszej wykładni z chwilą, w której interpretowany tekst prawny stanie się jasny, wątpliwości znaczeniowe, jakie były obecne na jego tle, zostaną usunięte (tzw. zasada interpretatio cessat in claris)
- do wykładni pozajęzykowej wolno sięgać dopiero wtedy, gdy interpretowany tekst prawny budzi jakieś wątpliwości na gruncie językowym albo rezultat wykładni językowej jest niejednoznaczny, nie usuwa takich wątpliwości
- należy odstąpić od wyniku, nawet jednoznacznego, wykładni językowej, ilekroć prowadzi on do absurdalnych lub niedorzecznych rezultatów – zwłaszcza w świetle podstawowych wartości preferowanych przez prawodawcę lub powszechnie uznawanych w społeczeństwie tudzież tego, co jest fizycznie możliwe do wykonania
- do wykładni pozajęzykowej wolno sięgać w celu umożliwienia realizacji wartości konstytucyjnych
- wynik wykładni celowościowej i systemowej nie powinien wykraczać poza możliwe znaczenie językowe lub słownikowe (leksykalne) interpretowanego tekstu prawnego – przy tym reguła ta dotyczy zwłaszcza tzw. definicji legalnych
- zasada subsydiarności (wtórności) wykładni systemowej i celowościowej w stosunku do wykładni językowej, zgodnie z którą wykładnie te mogą stanowić tylko uzupełnienie tej ostatniej, nie będąc   móc być przeprowadzone w oderwaniu od niej („samodzielnie”)
- wytyczna, według której do wykładni celowościowej wolno sięgać dopiero wtedy, gdy wątpliwości, do których doprowadziła wykładnia językowa, nie uda się usunąć na drodze wykładni systemowej
- zasada: sensum, non verba spectamus, w myśl której należy preferować wykładnię celowościową (patrzyć na sens, a nie na słowa i ich brzmienie)
- zasada harmonizacji kontekstów nakazująca stosować jednocześnie wszystkie trzy rodzaje wykładni: wykładnię językową, wykładnię systematyczną i wykładnię celowościową   w celu pogodzenia (zharmonizowania) ich wyników
- zasada: rubrica legis non est lex, zgodnie z którą tytuł aktu prawa stanowionego nie jest tekstem tego aktu – co można rozumieć w ten sposób, że nazwy nagłówków oraz treść preambuły nie powinny być brane pod uwagę w przypadku, gdy ich uwzględnienie jest źródłem wątpliwości, jakie w razie ich nieuwzględniania nie występują
- wykładnia rozszerzająca nie powinna być dokonywana na niekorzyść obywatela, oskarżonego i podatnika, w szczególności prowadzić do zwiększenia rozmiaru obowiązków administracyjnych, zakresu odpowiedzialności karnej i obszaru opodatkowania
- dozwolenia i uprawnienia po stronie jednostek nie powinny być wykładane zwężająco
- zasada odia restringi, et favores convenit ampliari, zgodnie z którą przepisy przewidujące obowiązki i ciężary (dolegliwe) należy interpretować wąsko, a przepisy przewidujące przywileje szeroko
- niedopuszczalna jest wykładnia rozszerzająca przepisów upoważniających i kompetencyjnych oraz przyznających organom administracji publicznej luz decyzyjny (gdyby prowadziła ona do poszerzenia upoważnień, kompetencji i zakresu luzu decyzyjnego tych organów)
- przepisy prawa normujące działania władcze organów władzy publicznej nie powinny być wykładane rozszerzająco
- nie należy wykładać zwężająco, a tym bardziej rozszerzająco przepisów prawa uchylających inne przepisy prawa
- zasada exceptiones non sunt extendendae (exception est strictissimae interpretationis; singularia non sunt extendenda), zgodnie z którą wyjątków nie wolno wykładać w sposób rozszerzający – przy czym za wyjątki oprócz leges speciales mogą tu zostać uznane również normy (przepisy) prawne niebędące zasadami prawnymi, które pozostają w sprzeczności z jakąś zasadą prawną, albo ulgi i zwolnienia podatkowe tudzież inne jeszcze przywileje lub immunitety, a także przepisy modyfikujące treść innych przepisów (tzw. modyfikatory)
- zakaz wykładni rozszerzającej aktów prawnych przyjętych w celach specjalnych
- zasada expressio specialis omnem impedit extensionem, zgodnie z którą precyzyjne wyrażenia wykluczają stosowanie wobec nich wykładni rozszerzającej
- można stosować wykładnię rozszerzającą, kiedy interpretowany tekst prawny zawiera oczywisty błąd
- przepisy proceduralne mogą być wykładane zarówno rozszerzająco, jak i zwężająco z wyjątkiem jednak sytuacji, w których miałoby to prowadzić do ograniczania wolności osobistej lub uszczuplania praw majątkowych jednostek – i biorący się stąd zakaz wykładni rozszerzającej przepisów dopuszczających stosowanie tzw. środków zapobiegawczych (tymczasowy areszt, dozór policyjny, poręczenie majątkowe itp.) tudzież dotyczących zbierania i zabezpieczania dowodów przez Policję i inne organy państwowe
- zabronione jest przeprowadzanie wykładni prounijnej, która stanowiłaby wykładnię contra legem w sensie, że wykraczałaby poza możliwości interpretacyjne, jakie daje interpretatorowi jego krajowa kultura prawna (jakie zbiorczo wraz z rządzącymi nimi zasadami można by zwać krajowym ius interpretandi)
- w przypadku testamentów i umów zawieranych w prawie prywatnym pierwszeństwo powinno się dać wykładni celowościowej, a nie językowej
- w stosunku do składanych w prawie prywatnym oświadczeń woli należy stosować wykładnię systemową odwołującą się do kontekstu pozaprawnego
- nie powinno się poddawać wykładni tekstu prawnego, którego wątpliwości znaczeniowe zostały już kiedyś – przy jakiejś innej okazji – rozwiane (tzw. reguła acte éclairé)[2].

## Inne jeszcze reguły dyrektyw preferencji
- zasada: in dubio pro libertate, według której wątpliwości interpretacyjne należy rozstrzygać na korzyść wolności (braku administracyjnoprawnej regulacji zakazującej lub ograniczającej możliwość wykonywania pewnych działań)
- zasada: odia sunt restringenda i zasada: in dubio mitius, zgodnie z którymi wątpliwości interpretacyjne powinno się rozstrzygać na rzecz wersji mniej dotkliwej (bardziej łagodnej) dla pierwotnych adresatów prawa
- zasada: in dubio pro reo [iudicandum est], według której wątpliwości interpretacyjne należy rozstrzygać na korzyść oskarżonego lub podejrzanego
- zasada in poeanalibus causis benignius interpretandum est, zgodnie z którą w sprawach karnych powinno się preferować wykładnię bardziej pobłażliwą
- zasada: in dubio pro tributario (zakaz wykładni in dubio pro fisco), w myśl której wątpliwości interpretacyjne należy rozstrzygać na korzyść podatnika, a nie Skarbu Państwa (fiskusa)
- zasada, według której wątpliwości interpretacyjne powinno się rozstrzygać na rzecz zobowiązanego
- zasada: nullum crimen, nulla poena sine lege rozumiana w ten sposób, że wątpliwości interpretacyjne należy rozstrzygać na rzecz braku karnoprawnej regulacji
- zasada: nullum tributum sine lege pojmowana w ten sposób, że wątpliwości interpretacyjne mają być rozstrzygane na rzecz braku regulacji prawnopodatkowej
- zasada: in dubio contra proferentem, zgodnie z którą tekst prawny powinno się tak interpretować, aby wątpliwości rozstrzygać na niekorzyść tego, od kogo ten tekst pochodzi (kto jest jego autorem, kto go zaproponował)
- zasada: interpretatio est contra eum facienda, qui clarius loqui debuisset (contra eum, qui legem dicere potuit apertius, est interpretatio facienda), wedle której wątpliwości interpretacyjne – np. w przypadku wykładni umów – należy rozstrzygać na niekorzyść tego, kto powinien wyrażać się jaśniej (jest nim np. ten, kto lepiej zna się na regulowanym przedmiocie, lub ten, kto jest podmiotem faktycznie silniejszym, albo ten, kto posiada wiedzę prawniczą)
- zasada: in dubio pro communitate, zgodnie z którą wątpliwości interpretacyjne powinno się rozstrzygać na rzecz prawa unijnego (jego skuteczności) i zbliżania do siebie krajowych porządków prawnych
- zasada dokonywania wykładni w dobrej wierze (z poszanowaniem uzasadnionych interesów obu stron umowy / wszystkich zainteresowanych poważniejszych grup interesów)[3].